# Idealing
iDealing est une société de courtage en ligne européenne. Son siège se trouve à Londres en Angleterre. 
Ses produits principaux sont des accès directs aux titres boursiers des marchés européens ainsi que des produits échangés de gré à gré tels que les CFDs et le Forex.

## Lancement
iDealing démarre en mai 2000 en Angleterre se positionnant comme le courtier en ligne le moins cher.
C'est en mars 2012 que démarre le service au marché français avec la même proposition d'un service à prix cassé,.
De nombreux journalistes évoquent au lancement du service une guerre des prix initiée par la société iDealing sur le marché du courtage en ligne en Grande-Bretagne notamment,.

## Expansion en Europe
Après la France en mars 2012, c'est au tour en décembre 2015 des Pays-Bas puis de la Belgique,.